# Wollongong Showground
Wollongong Showground è un impianto sportivo multifunzione australiano di Wollongong, città del Nuovo Galles del Sud.
Costruito nel 1911 e originariamente destinato a mostre e fiere agricole ed esposizioni di bestiame, accolse presto incontri di rugby a 13, che fu per lunghissimo tempo l'unica disciplina ivi praticata.
Sorge su un terreno prospiciente la costa del Pacifico e presenta una struttura a ferro di cavallo, con tribune su tre lati, tutte costruite nei due decenni a cavallo tra XX e XXI secolo.
Lo stadio è orientato longitudinalmente in direzione nord-sud, e sul lato orientale, quello senza tribuna, affaccia sulla costa.
Tra gli appuntamenti internazionali di rilievo in cui fu utilizzato, figurano un'edizione della coppa del mondo di rugby a XV (nel 2003) e una di quella a XIII (nel 2008).
Di proprietà del governo del Nuovo Galles del Sud, è gestito dall'agenzia statale Venues NSW ed è capace di 23000 spettatori; tra il 1992 e il 1997 fu chiamato Steelers Stadium e dal 1997 è noto con il nome commerciale di WIN Stadium per via dell'accordo di naming con la rete televisiva australiana WIN.
Ospita, fin dalla loro istituzione, le gare interne della formazione calcistica del Wollongong Wolves e di quella di rugby a XIII del St George – Illawarra; inoltre, nella stagione 2020-21, ospita la squadra neozelandese di calcio del Wellington Phoenix in A-League.

## Storia
Il terreno su cui sorge lo stadio era originariamente una spianata di terra battuta sulla quale nel 1911 il consorzio cittadino di agricoltori ottenne il permesso di costruire recinzioni e drenare il fondo al fine di dotarsi di una sede ove tenere le fiere.
La nuova struttura fu inaugurata all'inizio del 1912 con una fiera agroalimentare.
Nel 1981 lo stadio divenne anche l'impianto interno della formazione calcistica del Wollongong City, quell'anno esordiente in prima divisione nazionale.
Nel 1982 l'Illawarra Steelers, neonata formazione di rugby a XIII, esordì nell'allora New South Wales Premiership adottando Wollongong Showground come terreno interno: il 28 febbraio di quell'anno debuttò con una sconfitta interna contro Penrith Panthers.
Il club milita continuamente allo Showground da allora, benché con un nome diverso, essendosi fuso nel 1999 con il St George Dragons per formare il St George-Illawarra; a fine 1987 ottenne un permesso di locazione ventennale grazie al quale poté affrontare alcuni lavori di ristrutturazione all'impianto, in tempo per l'esordio della stagione successiva.
Con l'avvento della stagione 1992 l'impianto si presentò al pubblico con il nome di Steelers Stadium dal nome della squadra che ne usufruiva, e con una nuova tribuna costruita sul lato corto meridionale del campo.
Nel 1997 il network australiano WIN, fondato proprio a Wollongong, acquistò i diritti di naming dello stadio, tuttora detenuti.
Nel 2002 fu costruita la tribuna sul lato corto settentrionale dell'impianto e contemporaneamente lo stadio fu prescelto tra le strutture destinate a ospitare la Coppa del Mondo di rugby 2003, la cui organizzazione era stata da poco affidata all'Australia; nel corso della manifestazione vi si tennero due incontri della fase a gironi, i primi a livello internazionale mai ospitati da tale stadio, tra le rappresentative di Canada e Tonga (24-7) e tra Francia e Stati Uniti (41-14).
L'altro grande appuntamento internazionale che vide Wollongong Showground protagonista fu la Coppa del Mondo di rugby a 13 2008, della cui fase a gironi ospitò un incontro vinto 42-6 da Figi sulla Francia.
Nel 2012 fu completato il rifacimento e la copertura della tribuna occidentale; sul lato orientale, quello aperto verso il mare, fu lasciato invece un terrapieno in erba senza tribuna, sì da tenere aperta la struttura da un lato e lasciare la prospettiva sull'oceano Pacifico.
Nel 2019 Wollongong Showground avrebbe dovuto essere la sede unica del sesto campionato mondiale di football americano, ma problemi organizzativi indussero l'IFAF a rinviare la manifestazione e a posporla al 2023 nella stessa sede. Successivamente l'organizzazione del mondiale è stata assegnata alla Germania per il 2023 e infine si è avuto un ulteriore rinvio al 2025.
Per la stagione 2020-21 di A-League, il massimo campionato di calcio australiano, lo stadio è il campo interno del club neozelandese Wellington Phoenix – unica formazione straniera ammessa al torneo – onde limitare allo stretto indispensabile i trasferimenti nel rispetto delle raccomandazioni imposte per contrastare la pandemia di COVID-19.

## Incontri internazionali di rilievo

### Rugby a 13
| Arbitro: | Ashley Klein |

|                                  |    |        |
| Uate (3) Hayne (2) Divavesi Tora | mt | Wilson |
| Naiqama (7)                      | tr | Bosc   |

### Rugby a 15
| Arbitro: | Alain Rolland |

|                        |      |            |
| Fauth 50’ Adams 80’    | mt   | 16’ Afeaki |
| Pritchard 80’          | tr   | 50’ Hola   |
| Ross 4’, 24’, 36’, 74’ | c.p. |            |

| Arbitro: | Paul Honiss |

|                                           |      |                         |
| Liebenberg 13’, 18’, 47’ Poux 34’ Bru 53’ | mt   | 43’ Schubert 50’ Hercus |
| Merceron 18’, 53’                         | tr   | 43’, 50’ Hercus         |
| Merceron 4’, 10’, 39’                     | c.p. |                         |
| D. Yachvili 62’                           | drop |                         |